# Tafawa-Balewa
Tafawa-Balewa è una città della Repubblica Federale della Nigeria appartenente allo Stato di Bauchi. 
È il capoluogo dell'omonima area a governo locale (local government area) che conta una popolazione di 219.988 abitanti.